# Dirk Hartog Island
Dirk Hartog Island är en ö i Australien. Den ligger i delstaten Western Australia, omkring 730 kilometer norr om delstatshuvudstaden Perth. Arean är 620 kvadratkilometer. Den sträcker sig 75,8 kilometer i nord-sydlig riktning, och 31,9 kilometer i öst-västlig riktning.
Stäppklimat råder i trakten. Genomsnittlig årsnederbörd är 267 millimeter. Den regnigaste månaden är juni, med i genomsnitt 54 mm nederbörd, och den torraste är oktober, med 2 mm nederbörd.